# بيتر أوبي
بيتر أوبي (بالإنجليزية: Peter Obi)‏ هو سياسي نيجيري، ولد في 19 يوليو 1961 في اونيتشا في نيجيريا. حزبياً، نشط في All Progressives Grand Alliance ‏. وقد انتخب Governor of Anambra State ‏ (14 يونيو 2007 – 17 مارس 2014).